# グラヴィチェンバロのための練習曲
グラヴィチェンバロのための練習曲（イタリア語: Essercizi per gravicembalo）は、ドメニコ・スカルラッティが1739年2月3日にロンドンで出版した鍵盤楽曲集の題名である。単一楽章のチェンバロ・ソナタ30曲から構成されており、日本語では『30の練習曲』と訳されることもある。曲集は、ポルトガル国王ジョアン5世に献呈されている。同国王はスカルラッティをリスボンの宮廷に雇い入れ、王女バルバラ・デ・ブラガンサのチェンバロの指南を委ねている。1740年代にチャールズ・エイヴィソンが収録曲中23曲を編曲しコンチェルト・グロッソに再構成した。

## 序文
本作は以下の序文に始まる。
「御覧の皆さん、ご自身が素人であっても玄人であっても、本作品集に深い意図を求めようなどとは期待しないで下さい。（ここにあるのは）皆さんを鍛え上げて正確なチェンバロ演奏ができるようにするという、ただの冷やかしなのですから。本作品集を出版したのは、何の思惑からでも野望からでもなく、服従心からなのであります。たぶん思惑や野望のほうが皆さんには好感が持てるでしょうし、もっと簡単でもっと変化のあるやり方にすれば、皆さんの（これとは）違う御用命にも、作者はもっと心底から服従しやすくなるのでしょうが。ですから皆さんには、ご自身に対して審判ではなく批判をお願いしたいのです。そうすれば皆さんの満足感は高まるでしょう。手の位置を特定するために、Dの文字を使って右手を、Mの文字を使って左手を表しています。ご健闘をお祈りします。」

## 概要
イタリア語の題名は、同時代のドイツ語の「クラヴィーア練習曲」と照応しており、鍵盤楽器独奏用の教本として提示されているが、収録曲はしばしば弾き手に顕著な超絶技巧を要求しており、音楽性ゆえに演奏会でも取り上げられている。チェンバロ曲として構想されたが、超絶技巧によってピアノでも演奏効果が上がるため、ピアニストが演奏することもある。
今日知られている555曲のスカルラッティのソナタのうち、作曲者本人が関与して刊行されたものは本作品集のみである。残りは生前未発表のままだったか、もしくは本人の監督なしに出版されたかである。｟グラヴィチェンバロのための練習曲｠は、技術面で音楽的に貢献しており、革新的な発想を同時代の作曲家に突き付けた。その主だった新機軸として、分散和音・反復音型・両手交叉という特徴が挙げられるが、これらはこんにちに至っても鍵盤楽器の学習者にとって修得すべき課題となっている。
当曲集は、カークパトリック番号1番(K.1)から30番(K.30)
までの30曲を含んでいる。30番は「猫のフーガ」の愛称で知られる。これらのソナタは、常に単一楽章で、二部形式から成り、音楽性や演奏技巧の点で絶大な独創性が行き渡っている。

## 註
1. ↑  “Essercizi per gravicembalo (1738)”. atelierphilidor.com. 2025年7月11日閲覧。
2. ↑  “avison-scarlatti-stylishly-delivered”. www.classicfm.com. 2025年3月15日時点のオリジナルよりアーカイブ。2025年7月11日閲覧。
3. ↑  Kirkpatrick p.129